# Stříbrná Skalice

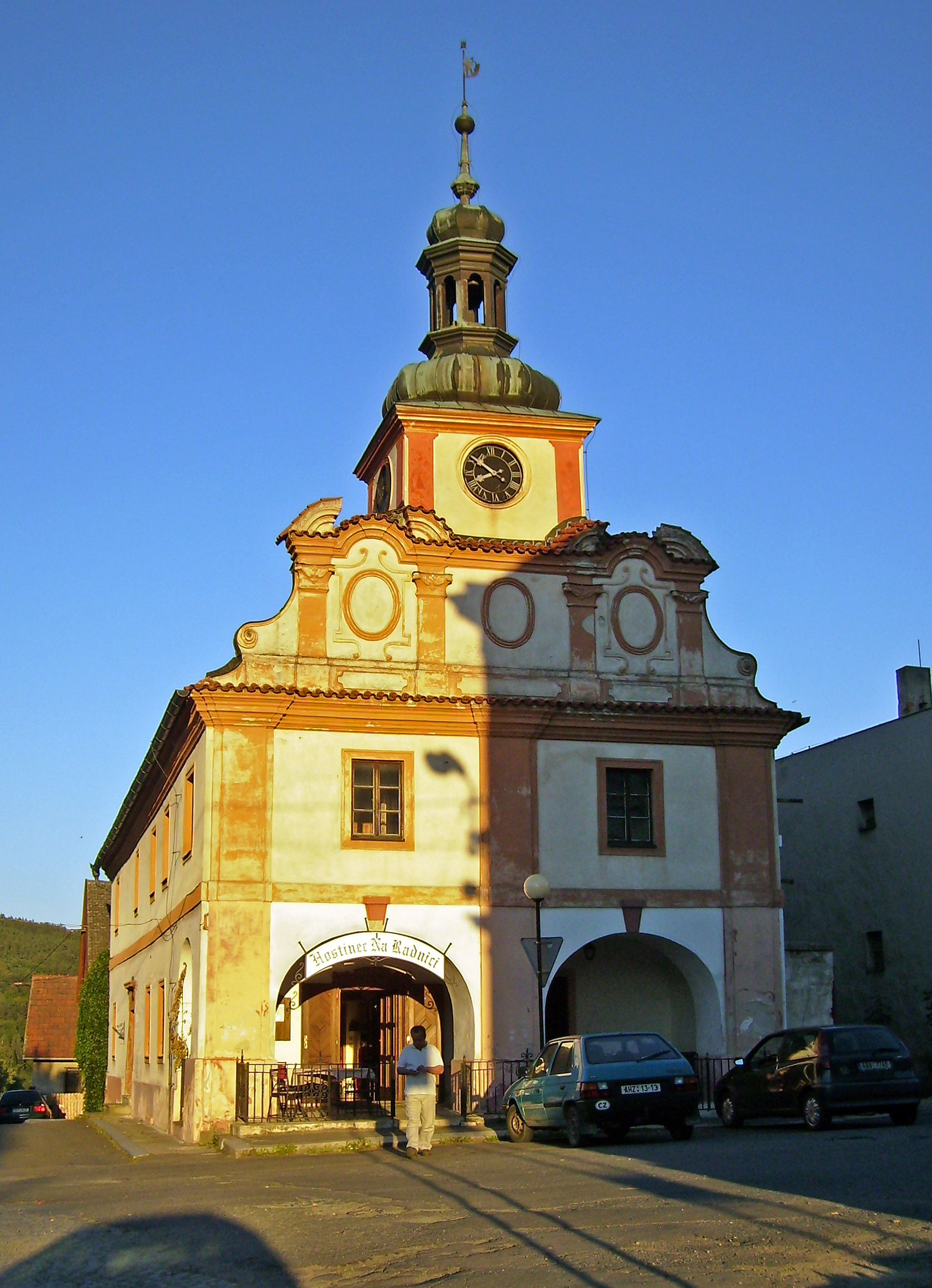
Rathaus

Stříbrná Skalice (deutsch Silber Skalitz) ist eine Gemeinde in Tschechien. Sie liegt 19 Kilometer südöstlich von Říčany, fünf Kilometer westlich von Sázava und gehört zum Okres Praha-východ.

## Geografie
Stříbrná Skalice befindet sich am Nordufer der Sázava (deutsch: Sasau oder Sazawa).
Nachbarorte sind u. a. Chocerady im Süden und Sázava im Osten.

## Geschichte
Erstmals schriftlich erwähnt wurde Stříbrná Skalice im Jahr 1361. Eine romanische Jakobskirche wurde im 12. Jahrhundert im Ortsteil Rovné (Rovná) von Mönchen aus dem Kloster Sázava erbaut.
Die Entwicklung von Stříbrná Skalice wurde durch naheliegenden Silberabbau beeinflusst.
Die Burg des Ortes wurde 1403 von einer Armee Sigismunds zerstört; der Burgherr Radzig Kobyla musste fliehen. Die barocke Kirche des Hl. Johannes von Nepomuk wurde 1730 auf und von den Resten dieser Burg erbaut, von der heutzutage nur noch spärliche Überreste erhalten sind.
Von Ende Februar bis zum  8. Mai 1945 wohnten rund 30 Geflüchtete aus Goschütz (später Goszcz) in der Schule am Dorfplatz.

## Gemeindegliederung
Die Gemeinde Stříbrná Skalice besteht aus den Ortsteilen Hradec, Hradové Střimelice, Kostelní Střimelice und Stříbrná Skalice. 

## Infrastruktur
Der nach dem Ort benannte Bahnhof Stříbrná Skalice befindet sich außerhalb des Gemeindegebietes, in Chocerady, auf der südlichen Sázava-Seite an der Bahnstrecke Kolín–Čerčany.

## Sehenswürdigkeiten
- Dorfplatz mit Rathaus und Schule
- Bibliothek
- katholische Kirche

## Künstlerische Rezeption
Stříbrná Skalice ist ein zentraler Schauplatz und Heimatort des Protagonisten im Videospiel Kingdom Come: Deliverance.

## Nachbargemeinden
| Černé Voděrady Zvánovice        | Černé Voděrady Konojedy                     | Konojedy Oplany  |
| Černé Voděrady Ondřejov u Prahy | Kompassrose, die auf Nachbargemeinden zeigt | Oplany Vlkančice |
| Ondřejov u Prahy Chocerady      | Chocerady                                   | Vlkančice        |